# Folke Bernadottes Allé
Folke Bernadottes Allé er en allé mellem Østerport Station og Kastellet i Indre By (København), opkaldt efter den svenske greve Folke Bernadotte (1895–1948).
Bernadotte spillede en central rolle i operationen med de Hvide Busser, hvor skandinaviske fanger blev transporteret hjem fra tyske koncentrationslejre i slutningen af 2. Verdenskrig.
Tidligere hed vejen Søndre Frihavnsvej, da den fungerede som en af hovedadgangsvejene til Københavns Frihavn. Efter Bernadottes død i 1948 blev den omdøbt til hans ære.

## Svenska Kyrkan
Ved Folke Bernadottes Allé ligger Svenska Kyrkan, som tilhører den svenske menighed i Danmark. Initiativet til at bygge kirken kom fra Svenska Kyrkoföreningen, der i 1901 startede en indsamling, hvor medlemmerne ugentligt donerede 10 øre.
Kirken blev indviet i 1911 og opkaldt efter den daværende svenske konge, Gustaf V. Den er tegnet af den svenske arkitekt Theodor Wåhlin (1864–1948).

## Frihavnens toldbygning
Langs Folke Bernadottes Allé ligger også den historiske Frihavnens toldbygning, som stadig er bevaret.